# Гёнхайм
Гёнхайм (нем. Gönnheim) — община в Германии, в земле Рейнланд-Пфальц. 
Входит в состав района Бад-Дюркхайм. Подчиняется управлению Вахенхайм ан дер Вайнштрассе.  Население составляет 1513 человек (на 31 декабря 2010 года). Занимает площадь 6,54 км².